# 日輪之神
日輪之神，是日本純種競賽馬匹 。曾勝出2019年之一級賽二月錦標。

## 出賽前
2014年4月8日出身於北海道浦河町山下恭茂牧場，由其母系之馬主、原目白牧場管理人武田茂男擁有。
成長途中被轉移至同町由馬主武田個人擁有的馬房，成長途中雖然表現出骨骼生長緩慢的徵象，但有胃口良好及體力充沛的優點。
其後交由栗東訓練中心練馬師野中賢二訓練，由於訓練途中持續生長緩慢，因此決定推遲取出賽時間。

## 競賽生涯

### 3歲
2017年4月，經過長時間的培育及成長，終於出戰阪神競馬場之3歲未勝利戰，以第九大敗。
其後再次出戰3歲未勝利戰。比賽途中一直領放之下，最後直線依然可以加速跑出全場最快末腳，以7馬位大勝對手，獲得首場勝利。
其後以同樣戰術和方式，贏得了3歲以上500萬以下條件戰，但此戰過後由於被發現腳部關節腫脹，因而進入長達11個月的休養。

### 4歲
2018年7月，復出後出戰3歲以上500萬獎金以下條件戰鬥，由於此前夥拍的松若風馬經已被其他馬匹的馬主預約策騎，因而本場比賽改爲由武豐代打，其後武豐亦成爲其之主戰騎師。比賽開始後，其沒有選擇領放而是停留於第三的位置，第四彎道和Suzuka Furioso一同衝出。進入直路後，其和Suzuka Furioso於前方爭搶第一，日輪之神不斷加速，最終成功超越對手並以4馬位的優勢獲勝。
其後出戰3歲以上1000萬獎金以下條件戰，一路領放之下最後600米仍然可以跑出36.8秒的超快末腳，最終拋離第二名的碳酸燒酒10馬位大勝。
11月10日出戰條件戰觀月橋錦標，以獨贏1.1倍賠率的第一人氣出戰。比賽途中保持於第二，雖然於通過彎道時有不正常的步伐，但無阻其以5馬位大勝，再次創造出驚人的壓勝紀錄。是次比賽過後，其因優秀的表現被譽爲泥地賽事的超新星。

### 5歲
2019年首戰爲二級賽東海錦標，雖然陣營賽前透露出對左轉賽道的疑慮，但無阻馬迷下注將其推至獨贏賠率1.5倍的第一人氣。比賽開始後，其成功爭搶有利位置進行領放，並於途中沒有遇到任何阻滯下通過最後彎道。於最後直路上，其亦開始二段加速，跑出全場第二快末腳之下以2馬位贏過第二的中和魔匠。此次比賽，不但自身捧走棣一個分級賽冠軍，以策騎的騎師武豐更創下連續33年勝出中央分級賽的壯舉。
2月17日出戰二月錦標，即使同場對手有對上三屆盟主金色夢、爵士藍調及信子之夢，仍然無阻日輪之神成爲第一人氣。比賽開始後，日輪之神於草地賽道上便爭先領放，並以良好節奏進入最後直路。最後直路上，即使其初段不斷以快步速領放，但其仍然未有失速徵兆，最終成功堅守第一，以頸位贏過第二的金色夢。此戰令日輪之神以七連勝的勢頭奪得第一個一級賽冠軍，亦爲自2017年策騎北部玄駒奪得有馬紀念後的武豐帶來時隔1年2個月的一級賽頭銜，更重要的是爲練馬師野中賢二帶來2008年開倉後首個一級賽冠軍。

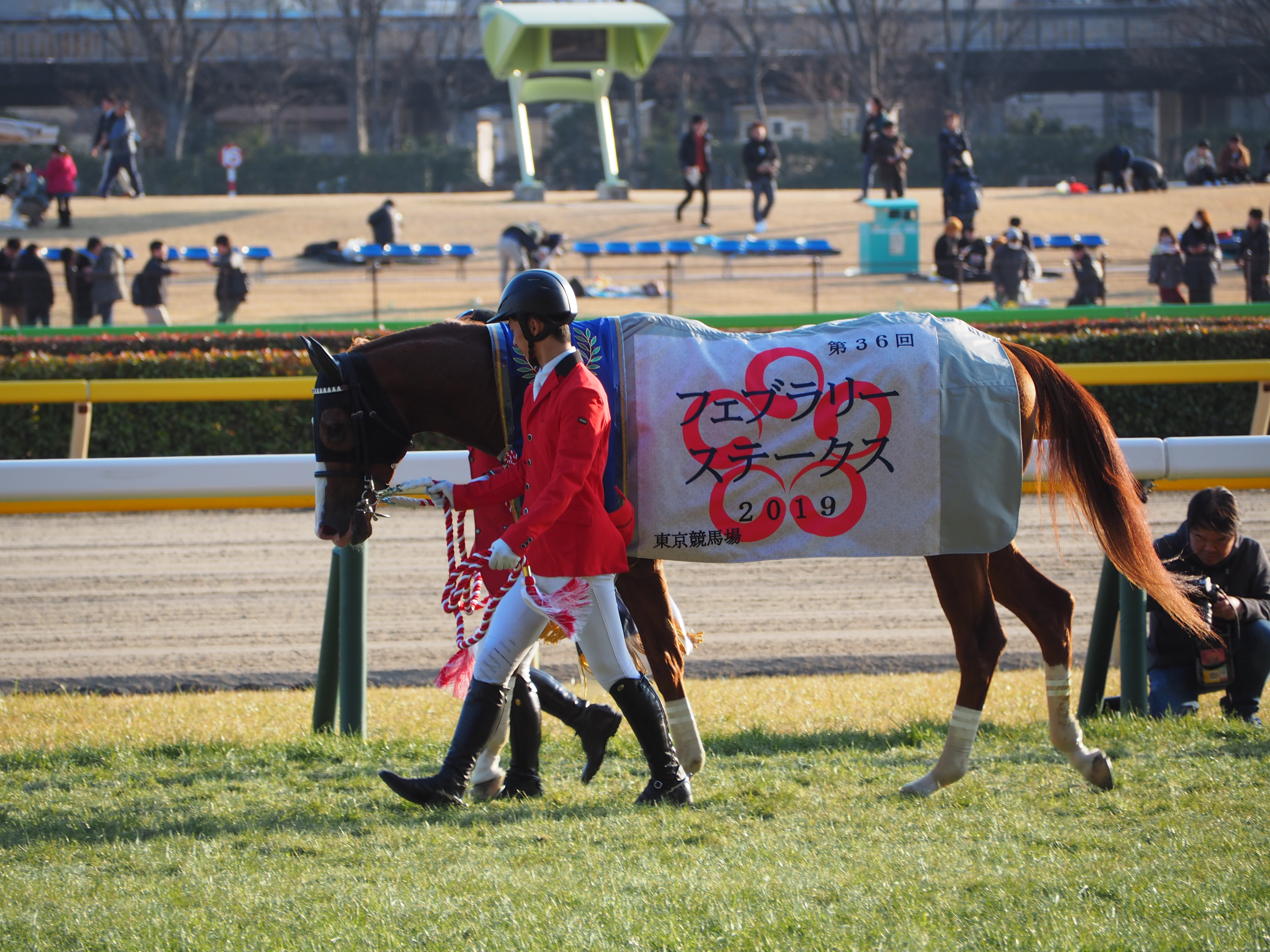
二月錦標頒獎儀式

其後出戰柏市紀念，因以往優秀戰績而和金色夢分別獲得第一及第二人氣。比賽開始後，雖然日輪之神有些微漏閘，但其仍然可以搶佔到第三的推進，並於進入對向直路後和後方追趕的All Brush進行位置爭奪。進入第四彎道後，其經已成功領先，卻於直路上未能抵擋後勁凌厲的金色夢的加速，最終以1 1/2馬位落敗，中斷了連勝的紀錄。
6月26日出戰帝皇賞，主要對手金色夢及Le Vent Se Leve分別因關節炎及腿部不安而避戰，導致日輪之神獲得第一人氣。比賽賽事後，雖然其於前端獲得良好位置，但於最後直路表現出猶疑，未能成功加速衝出，結果失速之下跌至第六完賽。
其後進入放草，爲秋季的賽事作準備。
秋季首戰爲三級賽京都錦標，因爲主戰騎師武豐於同日需要遠征美國的育馬者盃，因而由川田將雅代打策騎。由於日輪之神賽前抽中對領放馬極其不利的第16檔大外檔，加上本次比賽負重達59公斤，導致比賽開始後其雖然進佔第二的位置，但提早消耗了過多體力。通過最終彎道時候，日輪之神經已跌落第六的位置，於直路上進一步因體力不支失速，最終以包尾的成績完賽。
其後出戰日本冠軍盃，武豐回歸負責策騎，本次比賽獲得繼金色夢及Chrysoberyl後的第三人氣。比賽開始後，其於起步時候快閘領先，以穩定速度推進。進入最後直路後仍然領先，但於最後關頭相繼被Chrysoberyl及金色夢超越，獲得季軍。

### 6歲
於上年度一樣，2020年陣營所安排目標爲東海錦標接戰二月錦標。
1月26日，按計劃出戰東海錦標，賽前更揚言會實行快放戰術。但賽事開始後，體重增加影響，未能於出閘後形成有利的起跑，因此於第六的位置追趕。其後雖然於第三彎道爬升，並於第四彎道上前至第二的位置，但最後直路未能發揮良好，最終獲得第三。
2月23日出戰二月錦標，雖然比賽前段於前方推進，但最後直路上突然失速，最終以第十四大敗。
秋季首戰爲一哩冠軍南部盃，由於新型冠狀病毒疫情的蔓延，日本中央競馬會開始限制騎師的活動，尤其遠征歸國的騎師，因此本次比賽，由戶崎圭太代替遠征歸國隔離後正接受隔離的主戰騎師武豐。儘管本次比賽日輪之神成功領放，但於最後直路未能響應騎師的指揮加速，最終不斷失速之下以第九大敗。
其後出戰日本冠軍盃，獲得生涯最低的第十人氣。比賽開始後於第二的位置追趕，於通過第三至第四彎道途中受到其他馬匹的些微阻擋，導致進入直路的位置不利。進入直路後，其嘗試克服不利位置的影響，最終獲得第三。

### 7歲
2021年1月24日再次出戰東海錦標，獲得第一人氣。比賽開始後，其以前1000米59.3秒的快步速領放，但於最後直路體力不支而失速，最終僅獲第十二。
其後連續第三年出戰二月錦標，但僅獲得第七人氣。比賽開始後放棄一貫的領放先行戰術，選擇留後並保持於第十三的位置，並以此速度通過了最後彎道。進入直路後，雖然其跑出全場第二快的末腳，但由於比賽前段的時候留得太後，最終未能追上前方的馬匹，以第六完賽。
5月5日出戰柏市紀念。比賽開始後再次選擇留後戰術，並於最後直路以全場最快末腳衝出，獲得第三。
秋季首戰繼續以一哩冠軍南部盃爲目標，由於武豐再次因遠征歸國而要接受隔離，因而本場比賽由岩田望來代打。比賽開始後，其處於中團位置，並以穩定步伐前進。比賽接近尾聲的時候，其成爲中團馬群中唯一一匹衝出的賽駒，並跑出最後600米35.8秒的超快速末腳對前方組成壓迫，但最終仍然以第四落敗。
其後武豐回歸策騎出戰日本冠軍盃。比賽途中一直處於第二，但進入直路後未能有效加速，最終以第四完賽。

### 8歲
2022年首戰爲第四年出戰的二月錦標。本次比賽，繼續運用留後戰術，但於最後直路未能回應騎師指揮加速，最終以第十一落敗。
5月5日出戰柏市紀念，獲得第三人氣。比賽開始後再次處於較後位置，並等待時機上前。然而，於第三彎道時候，騎師武豐嘗試指揮其搶佔位置，但日輪之神並沒有給予任何反應，最終進入直路後處於不利位置並以第七落敗。
完成柏市紀念後，陣營考慮其年齡，決定安排其退役。

### 詳細賽績
| 日期       | 舉辦國家 | 馬場 | 距離   | 級別 | 賽事名稱              | 負重 | 騎師     | 馬號 | 出馬 | 名詞 | 時間           | 頭馬（二馬）       |
| ---------- | -------- | ---- | ------ | ---- | --------------------- | ---- | -------- | ---- | ---- | ---- | -------------- | ------------------ |
| 9/4/2017   | 日本     | 阪神 | 泥1800 |      | 3歲未勝利             | 56   | 藤岡康太 | 2    | 1    | 9    | 1:54.0         | Magical Spell      |
| 11/6/2017  | 日本     | 阪神 | 泥1800 |      | 3歲未勝利             | 56   | 藤岡康太 | 16   | 3    | 1    | 1:53.6         | （B B Avid）       |
| 26/8/2017  | 日本     | 小倉 | 泥1700 |      | 3歲以上500萬獎金以下  | 54   | 松若風馬 | 4    | 3    | 1    | 1:43.8         | （Tamamo Attack）  |
| 15/7/2018  | 日本     | 中京 | 泥1800 |      | 3歲以上500獎金以下    | 57   | 武豐     | 10   | 5    | 1    | 1:51.3         | （Suzuka Furioso） |
| 14/10/2018 | 日本     | 京都 | 泥1800 |      | 3歲以上1000萬獎金以下 | 57   | 武豐     | 4    | 4    | 1    | 1:50.1         | （碳酸燒酒）       |
| 10/11/2018 | 日本     | 京都 | 泥1800 |      | 觀月橋錦標            | 57   | 武豐     | 6    | 6    | 1    | 1:49.4         | （Telperion）      |
| 20/1/2019  | 日本     | 中京 | 泥1800 | GII  | 東海錦標              | 56   | 武豐     | 4    | 4    | 1    | 1:49.8         | （中和魔匠）       |
| 17/2/2019  | 日本     | 東京 | 泥1600 | GI   | 二月錦標              | 57   | 武豐     | 6    | 4    | 1    | 1:35.6         | （金色夢）         |
| 6/5/2019   | 日本     | 船橋 | 泥1600 | JpnI | 柏市紀念              | 57   | 武豐     | 6    | 6    | 2    | 1:40.4         | 金色夢             |
| 26/6/2019  | 日本     | 大井 | 泥2000 | JpnI | 帝王賞                | 57   | 武豐     | 11   | 7    | 6    | 2:05.5         | Omega Perfume      |
| 3/11/2019  | 日本     | 京都 | 泥1800 | GIII | 京都錦標              | 59   | 川田將雅 | 16   | 8    | 15   | 1:52.8         | Vengeance          |
| 1/12/2019  | 日本     | 中京 | 泥1800 | GI   | 日本冠軍盃            | 57   | 武豐     | 4    | 2    | 3    | 1:48.7（35.9） | Chrysoberyl        |
| 26/1/2020  | 日本     | 京都 | 泥1800 | GII  | 東海錦標              | 58   | 武豐     | 13   | 7    | 3    | 1:50.4         | 天價之味           |
| 23/2/2020  | 日本     | 東京 | 泥1600 | GI   | 二月錦標              | 57   | 武豐     | 5    | 3    | 14   | 1:38.3         | 魔族雅谷           |
| 12/10/2020 | 日本     | 盛岡 | 泥1600 | JpnI | 一哩冠軍南部盃        | 57   | 戶崎圭太 | 3    | 2    | 9    | 1:34.8         | Arctos             |
| 6/12/2020  | 日本     | 中京 | 泥1800 | GI   | 日本冠軍盃            | 57   | 武豐     | 13   | 7    | 3    | 1:49.7         | 中和魔匠           |
| 24/1/2021  | 日本     | 中京 | 泥1800 | GII  | 東海錦標              | 57   | 武豐     | 6    | 4    | 12   | 1:52.2         | Auvergne           |
| 21/2/2021  | 日本     | 東京 | 泥1600 | GI   | 二月錦標              | 57   | 武豐     | 2    | 1    | 6    | 1:35.1         | 法老茶座           |
| 5/5/2021   | 日本     | 船橋 | 泥1600 | JpnI | 柏市紀念              | 57   | 武豐     | 10   | 7    | 3    | 1:39.6         | Casino Fountain    |
| 11/10/2021 | 日本     | 盛岡 | 泥1600 | JpnI | 一哩冠軍南部盃        | 57   | 岩田望來 | 1    | 1    | 4    | 1:35.8         | Arctos             |
| 5/12/2021  | 日本     | 中京 | 泥1800 | GI   | 日本冠軍盃            | 57   | 武豐     | 4    | 2    | 4    | 1:50.8         | 宏觀角度           |
| 20/2/2022  | 日本     | 東京 | 泥1600 | GI   | 二月錦標              | 57   | 武豐     | 3    | 2    | 11   | 1:35.2         | 法老茶座           |
| 5/5/2022   | 日本     | 船橋 | 泥1600 | JpnI | 柏市紀念              | 57   | 武豐     | 14   | 8    | 7    | 1:41.4         | 湘南撫子           |

## 退役後
退役後，日輪之神成爲了配種馬，在北海道新冠町優駿Stallion Station休養，在2023年進行配種。首批子嗣將於2024年出生。

## 血統簡介
父系載譽歸來爲美國賽駒，曾勝出多項泥地分級賽，成績優異。祖父Gone West亦爲美國賽駒，雖然勝出賽事不多，但有極優秀的配種成績，現已成爲一支獨立的種馬系統。
母系Kitty爲日本賽駒，生涯只勝出過條件戰級別的賽事。外祖父Northern Afleet爲美國賽駒，競賽成績普普通通，血統上出自著名種馬淘金者系。

### 血統表
| 父線：Gone West系（淘金者系）  |                             |              |                 |
| 種馬 載譽歸來 1999年（深棗色） | Gone West 1984年（棗色）    | 淘金者       | Raise a Native  |
| 種馬 載譽歸來 1999年（深棗色） | Gone West 1984年（棗色）    | 淘金者       | Gold Digger     |
| 種馬 載譽歸來 1999年（深棗色） | Gone West 1984年（棗色）    | Secrettame   | 秘書處          |
| 種馬 載譽歸來 1999年（深棗色） | Gone West 1984年（棗色）    | Secrettame   | Tamerett        |
| 種馬 載譽歸來 1999年（深棗色） | Nice Assay 1988年（深棗色） | Clever Trick | Icecapade       |
| 種馬 載譽歸來 1999年（深棗色） | Nice Assay 1988年（深棗色） | Clever Trick | Kankakee Miss   |
| 種馬 載譽歸來 1999年（深棗色） | Nice Assay 1988年（深棗色） | In Full View | Full Out        |
| 種馬 載譽歸來 1999年（深棗色） | Nice Assay 1988年（深棗色） | In Full View | Turn n' See     |
| 繁殖雌馬 Kitty 2006年（棗色）  | Northern Afleet             | Afleet       | 北地舞人        |
| 繁殖雌馬 Kitty 2006年（棗色）  | Northern Afleet             | Afleet       | Polite Lady     |
| 繁殖雌馬 Kitty 2006年（棗色）  | Northern Afleet             | Nuryette     | 雷利耶夫        |
| 繁殖雌馬 Kitty 2006年（棗色）  | Northern Afleet             | Nuryette     | Stellarette     |
| 繁殖雌馬 Kitty 2006年（棗色）  | Forest Kitty 2001年（棗色） | Forestry     | 雷貓            |
| 繁殖雌馬 Kitty 2006年（棗色）  | Forest Kitty 2001年（棗色） | Forestry     | Shared Interest |
| 繁殖雌馬 Kitty 2006年（棗色）  | Forest Kitty 2001年（棗色） | Halekala     | Kirs            |
| 繁殖雌馬 Kitty 2006年（棗色）  | Forest Kitty 2001年（棗色） | Halekala     | Haiati          |
| 雌系：號族：4-m                |                             |              |                 |
| 五代內近親交配：淘金者 3×4     |                             |              |                 |

## 命名由來
名字Inti（インティ）來自印加神话中的太陽神印地，香港則使用指代太陽神的「日輪之神」作為其翻譯。

## 外部連結
- 日輪之神 netkeiba.com （页面存档备份，存于）
- 血統表 （页面存档备份，存于）